# ADOdb
ADOdb (Active Data Objects Database) – interfejs pozwalający na komunikację z bazą danych. Pozwala on na komunikację pomiędzy skryptem napisanym w języku PHP a praktycznie dowolną z popularnych baz danych: MySQL, PostgreSQL, Oracle, Interbase, Microsoft SQL Server, Access, FoxPro, Sybase, ODBC i ADO.
Program nie łączy się bezpośrednio z bazą danych, lecz właśnie z ADODB, a interfejs komunikuje się z bazą danych we właściwy dla niej sposób. Dzięki temu oprogramowanie można przenosić na różne serwery baz danych bez zmian w kodzie.

## Przykładowy kod
```
 include("adodb.inc.php");
 $db = NewADOConnection("mysql");
 $db->Connect("nazwa_serwera", "uzytkownik", "haslo", "nazwa_bazy");
 $result = $db->Execute("SELECT imie, nazwisko FROM osoby");
 if ($result == false) die("Wystapil blad.");
 while (!$result->EOF)
 {
    echo $result->fields[0].' ';
    echo $result->fields[1].' ';
    echo "<br/>";
    $result->MoveNext();
 }

```